# George Stevens
George Stevens (født 18. december 1904 i Oakland, Californien, USA, død 8. marts 1975 i Lancaster, Californien) var en amerikansk filminstruktør.
Stevens begyndte ved filmen i 1921 som fotograf og blev instruktør i 1930, langfilmdebut i 1933. Han viste sig i sine første film som en dygtig lystspilinstruktør, bl.a. Swing Time (1936) med Fred Astaire og Ginger Rogers. Mest aktuel var han i 1950'erne med A Place in the Sun (En plads i solen, 1951; Oscar-pris) og den klassiske westernfilm Shane (Shane, den tavse rytter, 1953), og derefter Giant (Giganten, 1956; Oscar-pris) og The Diary of Anne Frank (Anne Franks dagbog, 1957) som blev biografsucceser. Hans film om Jesus, The Greatest Story Ever Told (1965) havde Max von Sydow i hovedrollen.
Han har fået en stjerne på Hollywood Walk of Fame.